# Inositolphosphate

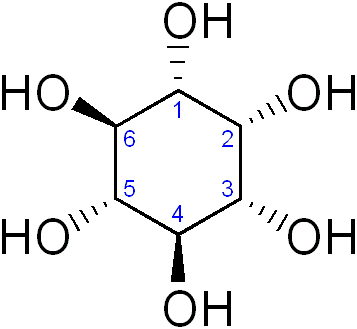
Inositol

Phosphatgruppe, R = Inositol

Inositolphosphate (synonym Phosphoinositole) sind eine Gruppe von phosphorylierten Inositolen. Sie sind als sekundäre Botenstoffe an der Signaltransduktion in Zellen beteiligt.

## Eigenschaften
Zu den Phosphoinositolen gehören z. B. Inositolphosphat, Inositol-4,5-bisphosphat, Inositol-3,4-bisphosphat, Inositol-1,4,5-trisphosphat (IP3), Inositol-tetrakisphosphat, Inositol-pentakisphosphat (IP5)
und Inositol-hexaphosphat (IP6, synonym Phytinsäure). Das Inositol ist dabei ein- bis mehrfach mit Phosphatgruppen verestert. Phosphoinositole werden im Zuge der Signaltransduktion des Akt-Signalwegs an der Innenseite der Zellmembran durch enzymatische Hydrolyse aus Phosphatidylinositolen freigesetzt. Sie sind unter anderem an der Restrukturierung des Chromatins im Zuge der Transkription und an der Endozytose beteiligt. Weiterhin hemmen sie die Aktivität von Ca2+-Ionenkanälen der TRPC-Familie, einer Unterfamilie der TRP-Kanäle.
Durch Aktivierung bestimmter Rezeptoren, die sich in der Zellmembran befinden, kommt es zur Aktivierung des Enzyms Phospholipase C. Die Phospholipase C spaltet PIP2 durch Hydrolyse in Diacylglycerine (DAG) und Inositol-1,4,5-trisphosphat (IP3), während die Phospholipase A2 Lysophosphatidylinositol erzeugt. Alle drei Produkte dieser Spaltung können als sekundäre Botenstoffe zur Weiterleitung des Signals in der Zelle beitragen.
Phosphoinositid-3-Kinasen (PI3K) konvertieren PIP2 in Phosphatidylinositol-3,4,5-triphosphat (PIP3). Die umgekehrte Reaktion von PIP3 zu PIP2 erfolgt durch die Phosphatase PTEN.